# Amendements au Statut de Rome
Les amendements au Statut de Rome de la Cour pénale internationale sont des modifications de ce traité qui a établi cette juridiction internationale. Ils sont proposés, adoptés et ratifiés conformément aux articles 121 et 122 du Statut, et sept amendements ont jusqu'à présent été adoptés, dont six sont en vigueur pour certains des États parties au Statut.
Tout État partie au Statut peut proposer un amendement après que le Statut a été en vigueur pendant au moins sept ans (soit depuis le 1er juillet 2009). L’amendement proposé peut être adopté par consensus ou à défaut par un vote à la majorité des deux tiers lors d’une réunion de l’Assemblée des États parties ou d’une conférence de révision convoquée spécialement à cet effet par cette Assemblée. Un amendement entre en vigueur pour tous les États parties au Statut un an après avoir été ratifié par les sept huitièmes des États parties, ou six mois après son adoption pour les seuls amendements aux stipulations ayant un caractère institutionnel (énumérées au paragraphe 1. de l'article 122).
Toutefois, tout amendement aux articles 5, 6, 7 ou 8 du Statut (liste et définition des crimes pour lesquelles la Cour est compétente) n’entre en vigueur que pour les États parties qui ont ratifié l’amendement. Un État partie qui ratifie un amendement aux articles 5, 6, 7 ou 8 est soumis à cet amendement un an après l’avoir ratifié, quel que soit le nombre d’autres États parties qui l’ont également ratifié. Pour un amendement aux articles 5, 6, 7 ou 8, le Statut lui-même est modifié après l’entrée en vigueur de l’amendement pour le premier État partie qui le ratifie. La Cour n'est donc pas compétente pour poursuivre un crime faisant l'objet d'un amendement lorsqu'il a été commis sur le territoire d'un État qui n'a pas ratifié cet amendement ou par l'un des ressortissants d'un tel État.

## Résumé des amendements au Statut de Rome adoptés
Du 31 mai au 11 juin 2010, deux séries d’amendements au Statut de Rome de la Cour pénale internationale ont été adoptées par la Conférence de révision de Kampala (Ouganda), organisée conformément à l'article 123 du Statut qui prévoyait la tenue d'une telle conférence sept années après son entrée en vigueur. Le premier amendement criminalise l’utilisation de certains types d’armes dans les conflits armés non internationaux dont l’utilisation était déjà interdite dans les conflits internationaux. La deuxième série d’amendements définit le crime d’agression. Ils sont entrés en vigueur en mai 2013, mais leur activation était liée à deux conditions, qui ont été remplies en juillet 2018. En novembre 2015, un amendement supplémentaire visant à supprimer l’article 124 du Statut a été adopté lors de la 14e réunion de l’Assemblée des États parties à La Haye aux Pays-Bas. En décembre 2017, trois amendements à l’article 8 ont été adoptés lors de la 12e réunion de l’Assemblée des États parties à New York. En décembre 2019, un amendement supplémentaire à l’article 8 a été adopté par l’Assemblée des États parties à La Haye.
| Titre | Adopté à | Adopté le        | Ratifié par | Entrée en vigueur | En vigueur pour | Ref.   |
| --- | -------- | ---------------- | ----------- | ----------------- | --------------- | ------ |
| Amendement à l'article 8 | Kampala  | 10 juin 2010     | 49          | 26 septembre 2012 | 45              | [ 7 ]  |
| Amendement relatif au crime d'agression | Kampala  | 11 juin 2010     | 49          | 8 mai 2013        | 45              | [ 8 ]  |
| Amendement à l'article 124 | La Haye  | 26 November 2015 | 26          | —                 | 0               | [ 9 ]  |
| Amendement à l’article 8 (Armes qui utilisent des agents microbiens ou autres agents biologiques, ainsi que des toxines)                              | New York | 14 décembre 2017 | 24          | 2 avril 2020      | 20              | [ 10 ] |
| Amendement à l’article 8 (Armes ayant comme principal effet de blesser par des éclats qui ne sont pas localisables par rayons x dans le corps humain) | New York | 14 décembre 2017 | 22          | 2 avril 2020      | 18              | [ 11 ] |
| Amendement à l'article 8 (armes à laser aveuglantes)                                                                                                  | New York | 14 décembre 2017 | 22          | 2 avril 2020      | 18              | [ 12 ] |
| Amendement à l’article 8 (Fait d’affamer délibérément des civils)                                                                                     | La Haye  | 6 décembre 2019  | 21          | 14 octobre 2021   | 16              | [ 13 ] |

## Modification de l'article 8 (2010)

### Résumé
Un amendement à l’article 8 a été adopté le 10 juin 2010 lors de la Conférence de révision du Statut de Rome à Kampala, an Ouganda. L'amendement avait été proposé à l'origine par la Belgique et il a été transmis à la Conférence de révision par la huitième session de l'Assemblée des États parties.
L'amendement ajoute au e) du 2. de l'article 8 trois clauses qui érigent en crime de guerre l'emploi de poisons, d'armes empoisonnées, de « gaz asphyxiants, toxiques ou similaires, ainsi que tous liquides, matières ou procédés analogues », ou de balles expansibles dans un conflit armé ne présentant pas un caractère international. Le Statut de Rome considère déjà l’utilisation de tels moyens de guerre comme un crime de guerre dans les conflits armés internationaux.

### États parties à l'amendement
Étant donné que l’amendement porte sur l’article 8, il n’entrera en vigueur que pour les États parties qui l’auront ratifié, un an après l’avoir fait. 49 États parties ont ratifié cet amendement. Le Statut de Rome lui-même a été amendé le 26 septembre 2012 après son entrée en vigueur pour le premier État partie à le ratifier (Saint-Marin).
| État partie        | Ratification      | Entrée en vigueur |
| ------------------ | ----------------- | ----------------- |
| Andorre            | 26 septembre 2013 | 26 septembre 2014 |
| Argentine          | 28 avril 2017     | 28 avril 2018     |
| Autriche           | 17 juillet 2014   | 17 juillet 2015   |
| Belgique           | 26 novembre 2013  | 26 novembre 2014  |
| Botswana           | 4 juin 2013       | 4 juin 2014       |
| Chili              | 23 septembre 2016 | 23 septembre 2017 |
| Costa Rica         | 5 février 2015    | 5 février 2016    |
| Croatie            | 20 décembre 2013  | 20 décembre 2014  |
| Chypre             | 25 septembre 2013 | 25 septembre 2014 |
| République tchèque | 12 mars 2015      | 12 mars 2016      |
| Salvador           | 3 mars 2016       | 3 mars 2017       |
| Estonie            | 27 mars 2013      | 27 mars 2014      |
| Finlande           | 30 décembre 2015  | 30 décembre 2016  |
| Géorgie            | 3 novembre 2015   | 3 novembre 2016   |
| Allemagne          | 3 juin 2013       | 3 juin 2014       |
| Guyana             | 28 septembre 2018 | 28 septembre 2019 |
| Italie             | 26 janvier 2022   | 26 janvier 2023   |
| Lettonie           | 25 septembre 2014 | 25 septembre 2015 |
| Liechtenstein      | 8 mai 2012        | 8 mai 2013        |
| Lituanie           | 7 décembre 2015   | 7 décembre 2016   |
| Luxembourg         | 15 janvier 2013   | 15 janvier 2014   |
| Malte              | 30 janvier 2015   | 30 janvier 2016   |
| Maurice            | 5 septembre 2013  | 5 septembre 2014  |
| Mexique            | 20 janvier 2023   | 20 janvier 2024   |
| Mongolie           | 18 janvier 2021   | 18 janvier 2022   |
| Pays-Bas           | 23 septembre 2016 | 23 septembre 2017 |
| Nouvelle-Zélande   | 14 octobre 2020   | 14 octobre 2021   |
| Macédoine du Nord  | 1er mars 2016     | 1er mars 2017     |
| Norvège            | 10 juin 2013      | 10 juin 2014      |
| Panama             | 6 décembre 2017   | 6 décembre 2018   |
| Palestine          | 29 décembre 2017  | 29 décembre 2018  |
| Paraguay           | 5 avril 2019      | 5 avril 2020      |
| Pérou              | 14 octobre 2022   | 14 octobre 2023   |
| Pologne            | 25 septembre 2014 | 25 septembre 2015 |
| Portugal           | 11 avril 2017     | 11 avril 2018     |
| Roumanie           | 14 février 2022   | 14 février 2023   |
| Samoa              | 25 septembre 2012 | 25 septembre 2013 |
| Saint-Marin        | 26 septembre 2011 | 26 septembre 2012 |
| Slovaquie          | 28 avril 2014     | 28 avril 2015     |
| Slovénie           | 25 septembre 2013 | 25 septembre 2014 |
| Espagne            | 25 septembre 2014 | 25 septembre 2015 |
| Suède              | 26 janvier 2022   | 26 janvier 2023   |
| Suisse             | 10 septembre 2015 | 10 septembre 2016 |
| Trinité-et-Tobago  | 13 novembre 2012  | 13 novembre 2013  |
| Ukraine            | 25 octobre 2024   | 25 octobre 2025   |
| Uruguay            | 26 septembre 2013 | 26 septembre 2014 |

## Amendement relatif au crime d'agression (2010)

### Résumé
Un amendement sur le crime d’agression ont été adoptés le 11 juin 2010 lors de la Conférence de révision du Statut de Rome à Kampala, en Ouganda. L'amendement a été proposé par le Liechtenstein, qui présidait le Groupe de travail spécial sur le crime d’agression, le comité chargé par l’Assemblée des États parties d’élaborer une définition du crime d’agression, qui était initialement absent du Statut.
L'amendement insère un article 8bis au Statut définissant le crime d’agression conformément à la résolution 3314 de l’Assemblée générale des Nations Unies. Constituent des actes d'agression : l'invasion ou l'occupation d'un autre État ; le bombardement ou l'utilisation d'arme contre le territoire d'un autre État ; le blocus des ports ou des côtes d'un autre État ; l'attaque des forces terrestres, maritimes ou aériennes ou des flottes maritimes d'un autre État ; la violation d'un accord sur le statut des forces ; l'utilisation de bandes armées, d'entités irrégulières ou de mercenaires contre un autre État ; le fait de permettre à un autre État d'utiliser son territoire pour perpétrer un acte d'agression contre un État tiers.
La résolution de la conférence de révision adoptant cet amendement précise que son entrée en vigueur est régie par le paragraphe 5 de l’article 121, qui s’applique aux amendements aux articles 5 à 8. Alors que l'amendement entre en vigueur pour chaque État partie un an après sa ratification, le texte amendé précise que seuls les crimes d’agression commis un an ou plus après la trentième ratification relèverons de la compétence de la Cour. En outre, une décision devait être prise par l’Assemblée des États parties à la majorité des deux tiers après le 1er janvier 2017 pour activer effectivement la compétence. Le 26 juin 2016, l’État de Palestine est devenu le 30e État partie à ratifier l'amendements, garantissant ainsi que la première condition serait remplie. Le 14 décembre 2017, l’Assemblée des États parties a adopté une résolution remplissant la seconde condition, activant la compétence de la Cour relative au crime d’agression à compter du 17 juillet 2018.
Alors que, sur saisine du Conseil de sécurité des Nations Unies, le Procureur près la Cour pénale internationale peut ouvrir une enquête contre le ressortissant de n’importe quel État, ce n’est pas le cas pour la saisine d’un État parue ou d’enquêtes menées par le Procureur de sa propre initiative. Un État partie peut choisir de ne pas appliquer cet amendement, et les ressortissants d’États non parties ne sont pas soumis à la juridiction de la Cour. En outre, le Procureur doit attendre la décision du Conseil de sécurité constatant un acte d’agression. Si le Conseil de sécurité détermine qu’un acte d’agression a eu lieu, le Procureur peut poursuivre l’affaire. Si le Conseil de sécurité n’agit pas dans un délai de six mois, le Procureur peut poursuivre l’enquête à condition qu’une chambre préliminaire approuve cette démarche. Le Conseil de sécurité conserve son droit de différer les enquêtes pour une période d’un an, renouvelable.

### États parties à l'amendement
En juillet 2025, 49 États parties ont ratifié cet amendement. Le Statut de Rome a été lui-même modifié le 8 mai 2013 lorsque l'amendement est entré en vigueur pour le premier État partie l'ayant ratifié. La Cour pénale internationale a acquis la compétence pour poursuivre le crime d'agression à compter du 17 juillet 2018.
| État partie        | Ratification      | Entrée en vigueur |
| ------------------ | ----------------- | ----------------- |
| Andorre            | 26 septembre 2013 | 26 septembre 2014 |
| Argentine          | 28 avril 2017     | 28 avril 2018     |
| Autriche           | 17 juillet 2014   | 17 juillet 2015   |
| Belgique           | 26 novembre 2013  | 26 novembre 2014  |
| Bolivie            | 10 décembre 2020  | 10 décembre 2021  |
| Botswana           | 4 juin 2013       | 4 juin 2014       |
| Chili              | 23 septembre 2016 | 23 septembre 2017 |
| Costa Rica         | 5 février 2015    | 5 février 2016    |
| Croatie            | 20 décembre 2013  | 20 décembre 2014  |
| Chypre             | 25 septembre 2013 | 25 septembre 2014 |
| République tchèque | 12 mars 2015      | 12 mars 2016      |
| Équateur           | 25 septembre 2019 | 25 septembre 2020 |
| Salvador           | 3 mars 2016       | 3 mars 2017       |
| Estonie            | 27 mars 2013      | 27 mars 2014      |
| Finlande           | 30 décembre 2015  | 30 décembre 2016  |
| Géorgie            | 5 décembre 2014   | 5 décembre 2015   |
| Allemagne          | 3 juin 2013       | 3 juin 2014       |
| Guyana             | 28 septembre 2018 | 28 septembre 2019 |
| Islande            | 17 juin 2016      | 17 juin 2017      |
| Italie             | 26 janvier 2022   | 26 janvier 2023   |
| Irlande            | 27 septembre 2018 | 27 septembre 2019 |
| Lettonie           | 25 septembre 2014 | 25 septembre 2015 |
| Liechtenstein      | 8 mai 2012        | 8 mai 2013        |
| Lituanie           | 7 décembre 2015   | 7 décembre 2016   |
| Luxembourg         | 15 janvier 2013   | 15 janvier 2014   |
| Malte              | 30 janvier 2015   | 30 janvier 2016   |
| Mongolie           | 18 janvier 2021   | 18 janvier 2022   |
| Pays-Bas           | 23 septembre 2016 | 23 septembre 2017 |
| Niger              | 14 avril 2023     | 14 avril 2024     |
| Macédoine du Nord  | 1er mars 2016     | 1er mars 2017     |
| Palestine          | 26 juin 2016      | 26 juin 2017      |
| Paraguay           | 5 avril 2019      | 5 avril 2020      |
| Panama             | 6 décembre 2017   | 6 décembre 2018   |
| Pérou              | 14 octobre 2022   | 14 octobre 2023   |
| Pologne            | 25 septembre 2014 | 25 septembre 2015 |
| Portugal           | 11 avril 2017     | 11 avril 2018     |
| Samoa              | 25 septembre 2012 | 25 septembre 2013 |
| Saint-Marin        | 14 novembre 2014  | 14 novembre 2015  |
| Slovaquie          | 28 avril 2014     | 28 avril 2015     |
| Slovénie           | 25 septembre 2013 | 25 septembre 2014 |
| Espagne            | 25 septembre 2014 | 25 septembre 2015 |
| Suède              | 26 janvier 2022   | 26 janvier 2023   |
| Suisse             | 10 septembre 2015 | 10 septembre 2016 |
| Trinité-et-Tobago  | 13 novembre 2012  | 13 novembre 2013  |
| Ukraine            | 25 octobre 2024   | 25 octobre 2025   |
| Uruguay            | 26 septembre 2013 | 26 septembre 2014 |

## Amendement à l'article 124 (2015)
Le 26 novembre 2015, lors de sa 14e réunion, l'Assemblée des États parties a adopté un amendement à La Haye, aux Pays-Bas. L’amendement supprime l’article 124 du Statut de Rome. L'article 124 est une disposition transitoire qui permet à un État, en devenant partie au Statut, de déclarer qu'il n'accepte pas la compétence de la Cour sur les crimes de guerre commis sur son territoire ou par ses ressortissants pendant une période de sept années.

### États parties à l’amendement
En juillet 2025, seuls 26 États parties ont ratifié l'amendement. En vertu du paragraphe 4 de l'article 121 du Statut, cet amendement entrera en vigueur pour tous les États parties un an après que les sept huitièmes desdites parties l'aient ratifié (actuellement 109).
| État partie   | Ratification      | Entrée en vigueur |
| ------------- | ----------------- | ----------------- |
| Andorre       | 3 novembre 2020   | –                 |
| Autriche      | 22 septembre 2017 | –                 |
| Belgique      | 16 mai 2019       | –                 |
| Croatie       | 27 avril 2018     | –                 |
| Chypre        | 23 juillet 2024   | –                 |
| Estonie       | 15 avril 2024     | –                 |
| France        | 19 mars 2018      | –                 |
| Finlande      | 23 septembre 2016 | –                 |
| Allemagne     | 21 septembre 2023 | –                 |
| Italie        | 13 avril 2018     | –                 |
| Lettonie      | 24 avril 2020     | –                 |
| Liechtenstein | 21 janvier 2022   | –                 |
| Lituanie      | 25 juin 2024      | –                 |
| Pays-Bas      | 20 mars 2017      | –                 |
| Norvège       | 1er juillet 2016  | –                 |
| Portugal      | 11 avril 2017     | –                 |
| Roumanie      | 14 juin 2018      | –                 |
| Slovaquie     | 28 octobre 2016   | –                 |
| Slovénie      | 2 avril 2019      | –                 |
| Espagne       | 21 mars 2022      | –                 |
| Suède         | 26 janvier 2022   | –                 |
| Suisse        | 14 décembre 2018  | –                 |
| Uruguay       | 21 mars 2023      | —                 |

## Amendement à l’article 8 (armes biologiques) (2017)
Le 14 décembre 2017, lors de sa 16e réunion, l’Assemblée des États parties a adopté un amendement à l’article 8. L'amendement a inséré une stipulation définissant l'usage d'armes utilisant des agents microbiens ou autres agents biologiques, ainsi que des toxines, comme un crime de guerre.

### États parties à l’amendement
Étant donné que l’amendement porte sur l’article 8, il n’entrera en vigueur que pour les États parties qui l’auront ratifié, un an après l’avoir fait. En juillet 2025, 24 États parties ont ratifié l’amendement. Le Statut de Rome lui-même a été modifié le 2 avril 2020 après l’entrée en vigueur de l’amendement pour le premier État partie à le ratifier (Luxembourg).
| État partie        | Ratification      | Entrée en vigueur |
| ------------------ | ----------------- | ----------------- |
| Belgique           | 21 juin 2024      | 21 juin 2025      |
| Chili              | 21 septembre 2023 | 21 septembre 2024 |
| Croatie            | 17 mai 2021       | 17 mai 2022       |
| Chypre             | 23 juillet 2024   | 23 juillet 2025   |
| République tchèque | 10 juillet 2020   | 10 juillet 2021   |
| Estonie            | 15 avril 2024     | 15 avril 2025     |
| Allemagne          | 21 septembre 2023 | 21 septembre 2024 |
| Lettonie           | 24 avril 2020     | 24 avril 2021     |
| Liechtenstein      | 21 janvier 2022   | 21 janvier 2023   |
| Lituanie           | 25 juin 2024      | 25 juin 2025      |
| Luxembourg         | 2 avril 2019      | 2 avril 2020      |
| Mexique            | 20 janvier 2023   | 20 janvier 2024   |
| Pays-Bas           | 21 avril 2020     | 21 avril 2021     |
| Nouvelle-Zélande   | 14 octobre 2020   | 14 octobre 2021   |
| Norvège            | 22 mars 2021      | 22 mars 2022      |
| Roumanie           | 14 février 2022   | 14 février 2023   |
| Slovaquie          | 19 juin 2019      | 19 juin 2020      |
| Slovénie           | 1er décembre 2022 | 1er décembre 2023 |
| Suède              | 26 janvier 2022   | 26 janvier 2023   |
| Suisse             | 7 juillet 2020    | 7 juillet 2021    |
| Ukraine            | 25 octobre 2024   | 25 octobre 2025   |
| Uruguay            | 21 mars 2023      | 21 mars 2024      |

## Amendement à l'article 8 (éclats non localisables) (2017)
Le 14 décembre 2017, lors de sa 16e réunion, l’Assemblée des États parties a adopté un amendement à l’article 8. L'amendement a inséré une stipulation définissant l'utilisation d'armes dont l'effet principal est de blesser par des fragments indétectables par les rayons X dans le corps humain comme un crime de guerre.

### États parties à l’amendement
Étant donné que l’amendement porte sur l’article 8, il n’entrera en vigueur que pour les États parties qui l’auront ratifié, un an après l’avoir fait. En juillet 2025, 22 États parties ont ratifié l’amendement. Le Statut de Rome lui-même a été modifié le 2 avril 2020 après l’entrée en vigueur de l’amendement pour le premier État partie à le ratifier (Luxembourg).
| État partie        | Ratification      | Entrée en vigueur |
| ------------------ | ----------------- | ----------------- |
| Belgique           | 21 juin 2024      | 21 juin 2025      |
| Chili              | 21 septembre 2023 | 21 septembre 2024 |
| Croatie            | 17 mai 2021       | 17 mai 2022       |
| Chypre             | 23 juillet 2024   | 23 juillet 2025   |
| République tchèque | 10 juillet 2020   | 10 juillet 2021   |
| Estonie            | 15 avril 2024     | 15 avril 2025     |
| Allemagne          | 21 septembre 2023 | 21 septembre 2024 |
| Lettonie           | 24 avril 2020     | 24 avril 2021     |
| Lituanie           | 25 juin 2024      | 25 juin 2025      |
| Luxembourg         | 2 avril 2019      | 2 avril 2020      |
| Mexique            | 20 janvier 2023   | 20 janvier 2024   |
| Pays-Bas           | 21 avril 2020     | 21 avril 2021     |
| Nouvelle-Zélande   | 14 octobre 2020   | 14 octobre 2021   |
| Norvège            | 22 mars 2021      | 22 mars 2022      |
| Roumanie           | 14 février 2022   | 14 février 2023   |
| Slovaquie          | 19 juin 2019      | 19 juin 2020      |
| Slovénie           | 1er décembre 2022 | 1er décembre 2023 |
| Suisse             | 7 juillet 2020    | 7 juillet 2021    |
| Ukraine            | 25 octobre 2024   | 25 octobre 2025   |
| Uruguay            | 21 mars 2023      | 21 mars 2024      |

## Modification de l'article 8 (armes à laser aveuglantes) (2017)
Le 14 décembre 2017, lors de sa 16e réunion, l’Assemblée des États parties a adopté un amendement à l’article 8. L’amendement a inséré une stipulation définissant l’utilisation d’armes laser aveuglantes comme un crime de guerre.

### États parties à l’amendement
Étant donné que l’amendement porte sur l’article 8, il n’entrera en vigueur que pour les États parties qui l’auront ratifié, un an après l’avoir fait. En juillet 2025, 22 États parties ont ratifié l’amendement. Le Statut de Rome lui-même a été modifié le 2 avril 2020 après l’entrée en vigueur de l’amendement pour le premier État partie à le ratifier (Luxembourg).
| État partie        | Ratification      | Entrée en vigueur |
| ------------------ | ----------------- | ----------------- |
| Belgique           | 21 juin 2024      | 21 juin 2025      |
| Chili              | 21 septembre 2023 | 21 septembre 2024 |
| Croatie            | 17 mai 2021       | 17 mai 2022       |
| Chypre             | 23 juillet 2024   | 23 juillet 2025   |
| République tchèque | 10 juillet 2020   | 10 juillet 2021   |
| Estonie            | 15 avril 2024     | 15 avril 2025     |
| Allemagne          | 21 septembre 2023 | 21 septembre 2024 |
| Lettonie           | 24 avril 2020     | 24 avril 2021     |
| Lituanie           | 25 juin 2024      | 25 juin 2025      |
| Luxembourg         | 2 avril 2019      | 2 avril 2020      |
| Mexique            | 20 janvier 2023   | 20 janvier 2024   |
| Pays-Bas           | 21 avril 2020     | 21 avril 2021     |
| Nouvelle-Zélande   | 14 octobre 2020   | 14 octobre 2021   |
| Norvège            | 22 mars 2021      | 22 mars 2022      |
| Roumanie           | 14 février 2022   | 14 février 2023   |
| Slovaquie          | 19 juin 2019      | 19 juin 2020      |
| Slovénie           | 1er décembre 2022 | 1er décembre 2023 |
| Suisse             | 7 juillet 2020    | 7 juillet 2021    |
| Ukraine            | 25 octobre 2024   | 25 octobre 2025   |
| Uruguay            | 21 mars 2023      | 21 mars 2024      |

## Amendement à l’article 8 (fait d'affamer des civils) (2019)
Le 6 décembre 2019, lors de sa neuvième séance plénière, l’Assemblée des États parties a adopté un amendement à l’article 8 définissant le crime de guerre consistant à recourir intentionnellement à la famine contre des civils comme méthode de guerre dans les conflits armés ne présentant pas un caractère international. Le Statut de Rome considère déjà l’utilisation de tels moyens de guerre comme un crime de guerre dans les conflits armés internationaux.

### États parties à l’amendement
Étant donné que l’amendement porte sur l’article 8, il n’entrera en vigueur que pour les États parties qui l’auront ratifié, un an après l’avoir fait. En juillet 2025, 21 États parties ont ratifié l’amendement. Le Statut de Rome lui-même a été modifié le 14 octobre 2021 après l’entrée en vigueur de l’amendement pour le premier État partie à le ratifier (Nouvelle-Zélande).
| État partie      | Ratification      | Entrée en vigueur |
| ---------------- | ----------------- | ----------------- |
| Andorre          | 3 novembre 2020   | 3 novembre 2021   |
| Belgique         | 21 juin 2024      | 21 juin 2025      |
| Croatie          | 17 mai 2021       | 17 mai 2022       |
| Chypre           | 23 juillet 2024   | 23 juillet 2025   |
| Estonie          | 15 avril 2024     | 15 avril 2025     |
| Allemagne        | 21 septembre 2023 | 21 septembre 2024 |
| Liechtenstein    | 21 janvier 2022   | 21 janvier 2023   |
| Lituanie         | 25 juin 2024      | 25 juin 2025      |
| Luxembourg       | 4 août 2022       | 4 août 2023       |
| Pays-Bas         | 4 décembre 2020   | 4 décembre 2021   |
| Nouvelle-Zélande | 14 octobre 2020   | 14 octobre 2021   |
| Norvège          | 22 mars 2021      | 22 mars 2022      |
| Portugal         | 26 mai 2021       | 26 mai 2022       |
| Roumanie         | 14 février 2022   | 14 février 2023   |
| Slovénie         | 1er décembre 2022 | 1er décembre 2023 |
| Suisse           | 21 septembre 2022 | 21 septembre 2023 |
| Ukraine          | 25 octobre 2024   | 25 octobre 2025   |
| Uruguay          | 21 mars 2023      | 21 mars 2024      |

## Amendements proposés
Un certain nombre d’amendements ont été proposés par les États parties, mais n’ont pas été examinés ou adoptés par l’Assemblée :
- Les États parties et membres de l'Union africaine ont proposé de permettre à un État partie ayant compétence sur une situation portée devant la Cour de demander au Conseil de sécurité des Nations Unies de suspendre l'enquête ou les poursuites ou, à défaut, si le Conseil de sécurité ne parvient pas à prendre une décision, l’État partie pourrait formuler une telle demande à l’Assemblée générale des Nations Unies[19].
- Le Kenya a proposé plusieurs amendements, notamment celui d’accorder aux chefs d’État en exercice l’immunité contre les poursuites, de soumettre les autorités de la CPI à des poursuites pour les crimes contre l’administration de la justice et d’accorder davantage d’autorité au Mécanisme de surveillance indépendant[20].
- Le Mexique a proposé de considérer l’utilisation ou la menace d’utilisation d’armes nucléaires comme un crime de guerre[19].
- Les Pays-Bas ont proposé d’ajouter le terrorisme comme crime passible de poursuites[19].
- La Norvège a proposé de créer un mécanisme permettant aux organisations internationales ou régionales de jouer un rôle dans l’exécution des peines[21].
- Trinité-et-Tobago et le Belize ont proposé d’ajouter le trafic international de drogue comme crime passible de poursuites[19].
- Les Fidji, les Samoa et le Vanuatu ont proposé d'ajouter l'écocide à la liste des crimes relevant de la compétence de la Cour[22].